# 损失规避
損失規避（英語：Loss aversion），又稱損失厭惡，指人們面對同樣數量的利得與損失時，認為損失更加令他們難以忍受。損失帶來的負效用為利得正效用的2至2.5倍。损失厌恶反映了人们的风险偏好并不是一致的，当涉及的是收益时，人们表现为风险厌恶；当涉及的是损失时，人们则表现为风险寻求。
由Daniel Kahneman（1934年~2024年）和Amos Tversky（1937年~1996年）在1979年发表的论文中，透过以下的对照实验，观察到了此种心理上的“趋避现象”。次试验分为两组：
第1组实验：被实验团体先行持有1000单位的现金。在此基础上做出选择。
　　　　　A.50%的概率将持有的现金增加为2000。
　　　　　B.100%的概率将持有的现金增加为1500。
　　　　　此实验中，被实验团体的16%选择了A，84%选择了B。
第2组实验：同实验团体先行持有2000单位的现金。在此基础上做出选择。
　　　　　C.50%的概率损失1000单位现金
　　　　　D.100%的概率损失500单位现金
　　　　　此实验中，同实验团体的69%选择了C，31%选择了D。
实验中，A选项和C选项最终手中持有现金是1000或2000的概率都是50%。相对的，选项B和选项D最终手中持有的现金是1500的概率是100%。即是说，被实验的团体在有可能获得利益时倾向于选择低风险，而在有可能遭受损失时，更倾向于选择高风险。
还有一种情况是短视损失厌恶（英語：myopic loss aversion）。在证券投资中，长期收益可能会周期性地被短视损失所打断，短视的投资者把股票市场视同赌场，过分强调潜在的短期损失。这些投资者可能没有意识到，通货膨胀的长期影响可能会远远超过短期内股票的涨跌。由于短视的损失厌恶，很多人们在其长期存入的资产操作中，可能过于保守，以至於配置的收益還不如社會經濟增長，等於實質購買力損失的情況。